# 統営ケーブルカー

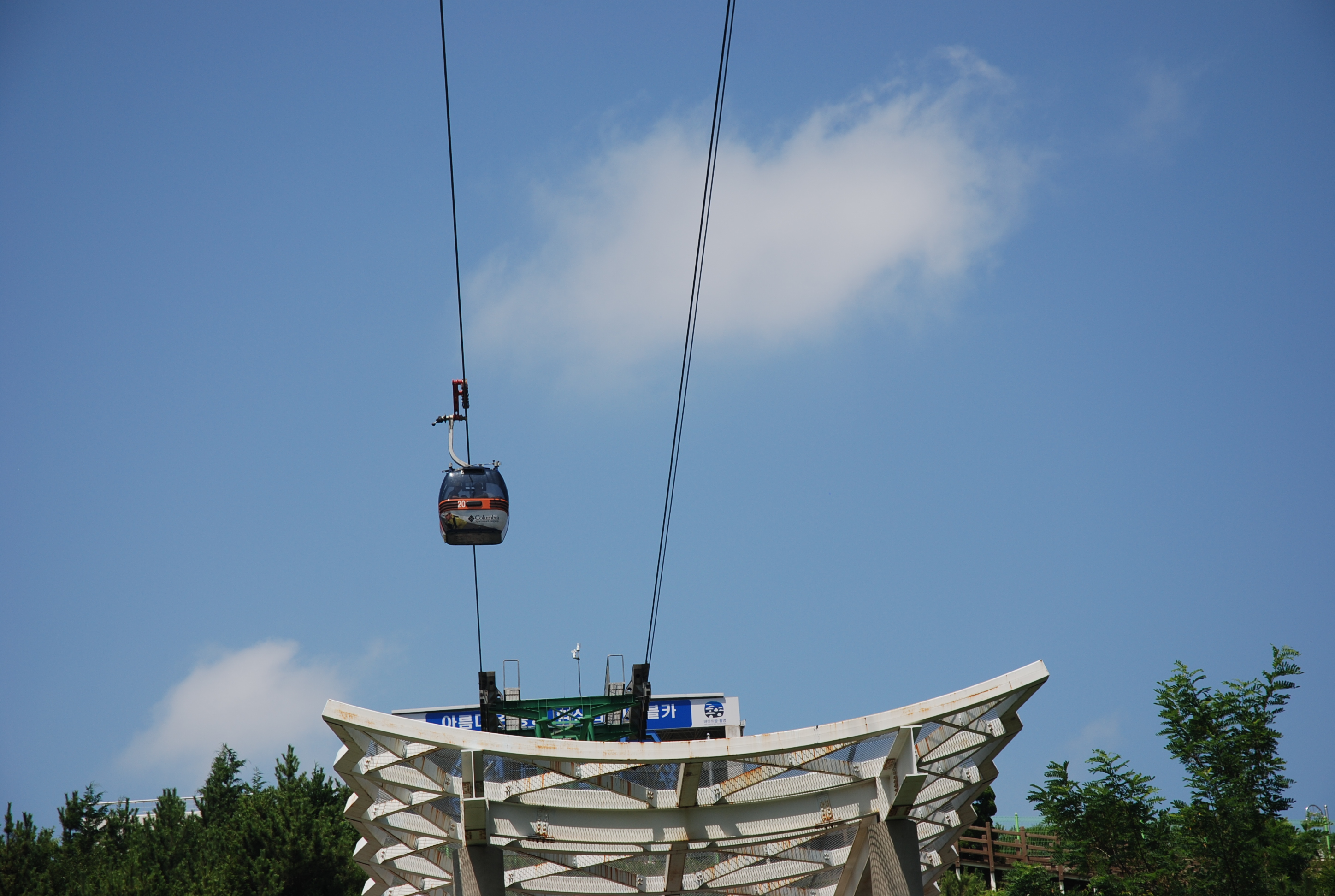
統営ロープウェイ

統営ケーブルカー（통영 케이블카、Tongyeong Ropeway）は、大韓民国 慶尚南道 統営市 統営観光開発公社が海抜461mの弥勒山で運営する観光用のケーブルカーである。大韓民国で最も長い1,975mのケーブルカーで、正式名称は「閑麗水道眺望ケーブルカー」（한려수도 조망 케이블카）である。 

## 概要
閑麗水道眺望ケーブルカーは韓国100名山の一つである海抜461mの弥勒山に位置しており、統営観光開発公社が運営するケーブルカーである。 統営市と統営観光開発公社が海岸観光ベルト事業の一環として、事業費173億ウォンをかけて推進したものである。 

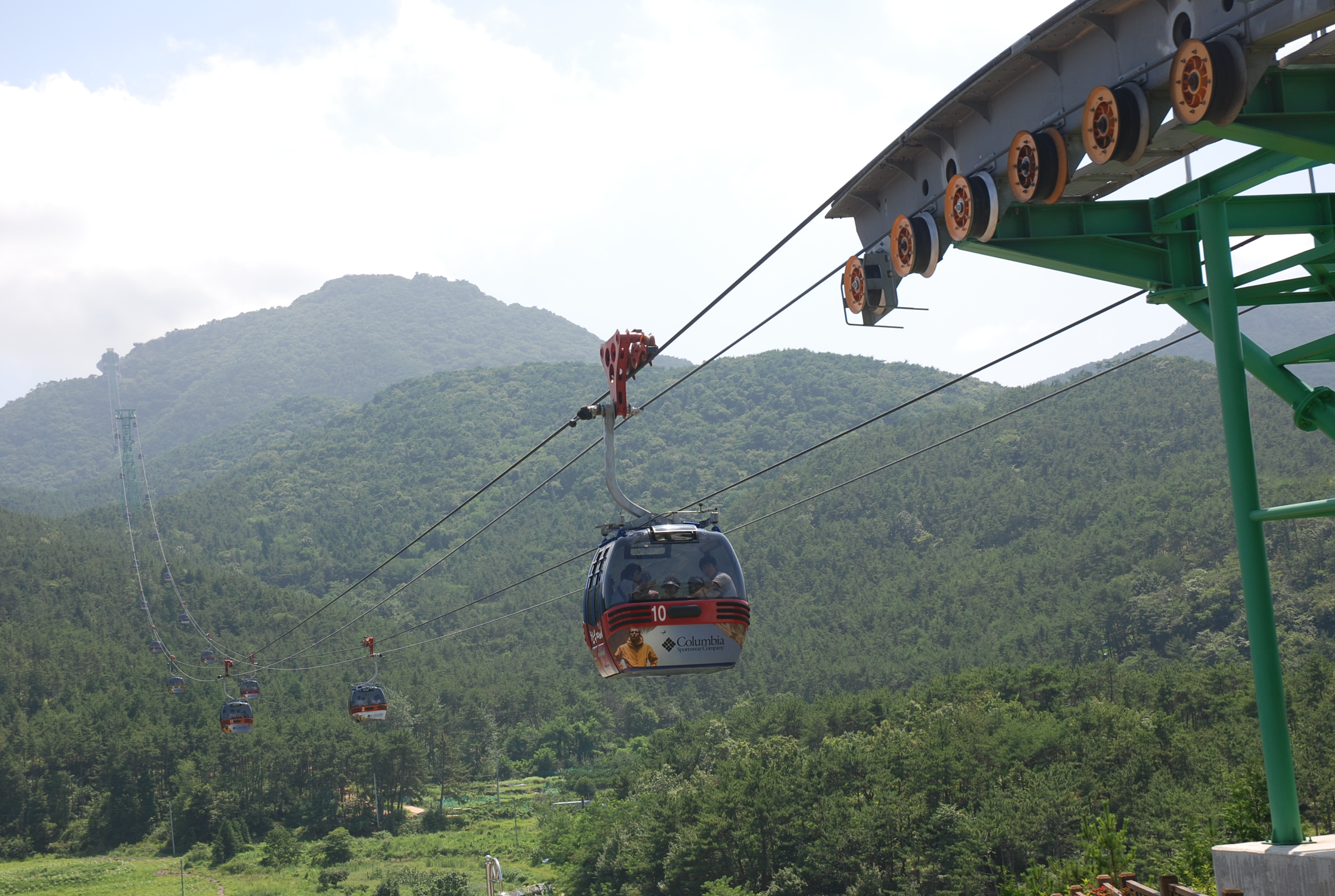
弥勒山に設置されたケーブルカー

1996年、最初の施設決定が行われ、2000年4月に統営都市計画施設造成計画の決定があり、2002年12月の住民投票の後12月30日に着工した。施工者は、ヒョースンであり、ケーブルカーの装置は、スイスのガラヴェンティ社（Garaventa Lift Manufacturer of Swiss）の製品を使用した。 
2008年1月の試験運行を経て、3月1日に営業運行を開始し、 4月18日にケーブルカーの竣工式と開通イベントを行った。 
2009年、統営観光開発公社は、ケーブルカーにより売上高90億ウォン、当期純利益25億ウォンを収めた。 
2010年2月26日午前11時に<郷愁>（향수）の作者である詩人鄭芝溶の句碑の除幕式を開いた。鄭芝溶は日本降伏後に柳致環の案内で統営を訪問した際に、弥勒山に上がり「統営江と閑山島一帯の風景は美しすぎるので私の文章力では表現できない」という要旨の紀行文を書いている。 
2010年3月14日 、200万人の乗客を記録した。 2011年 6月9日には、一日の入場者数10,209人を最初に突破した。 2011年 8月20日には開業後3年4ヶ月で総乗客数400万人を突破した。 
そもそもは、収益性が低いことと環境破壊に関する指摘があったが、 2010年12月に釜山と巨済を結ぶ巨加大路（釜山～巨済間連結道路）開通後には乗客が30％増加した。 2010年を基準に約1千200億ウォンの経済的波及効果が発生したと推定されており、これは人口14万人の統営市の1年間の税収取り入れる税収1千100億ウォンに匹敵するレベルである。 

## ケーブルカー

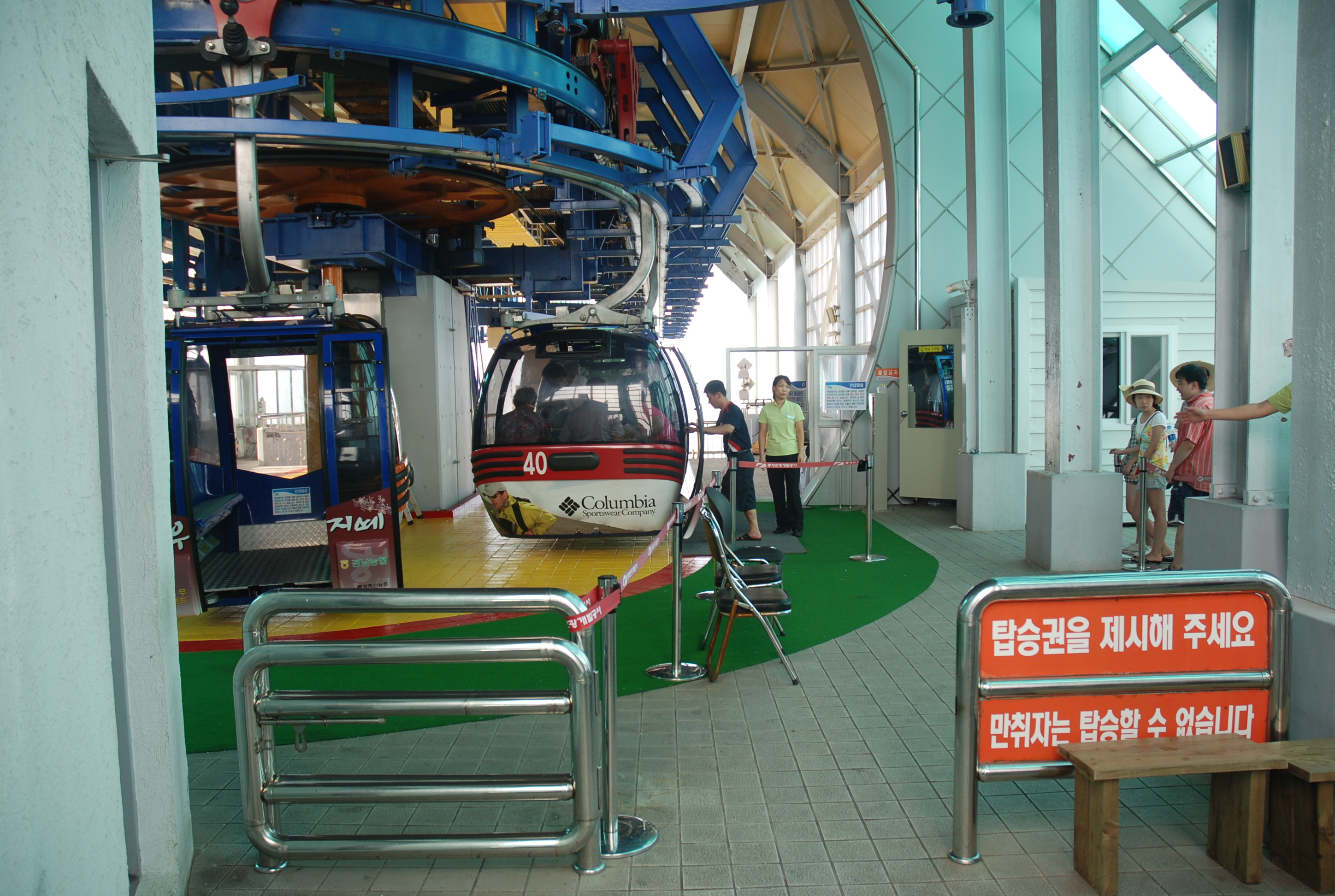
統営ケーブルカー上部駅

ケーブルカー機器は、スイスのガラヴェンタ社（Garaventa Lift Manufacturer of Swiss）の製品を使用した。ケーブルタイプは自動的循環2線式ゴンドラであり、線路距離1,975mで国内で最も長い。最大速度は秒速6mで片道約10分かかる。ゴンドラは48台を運行して、循環式8人乗りで1時間あたり最大1,000人の観光客が利用することができる。

## 運営

### 主な施設

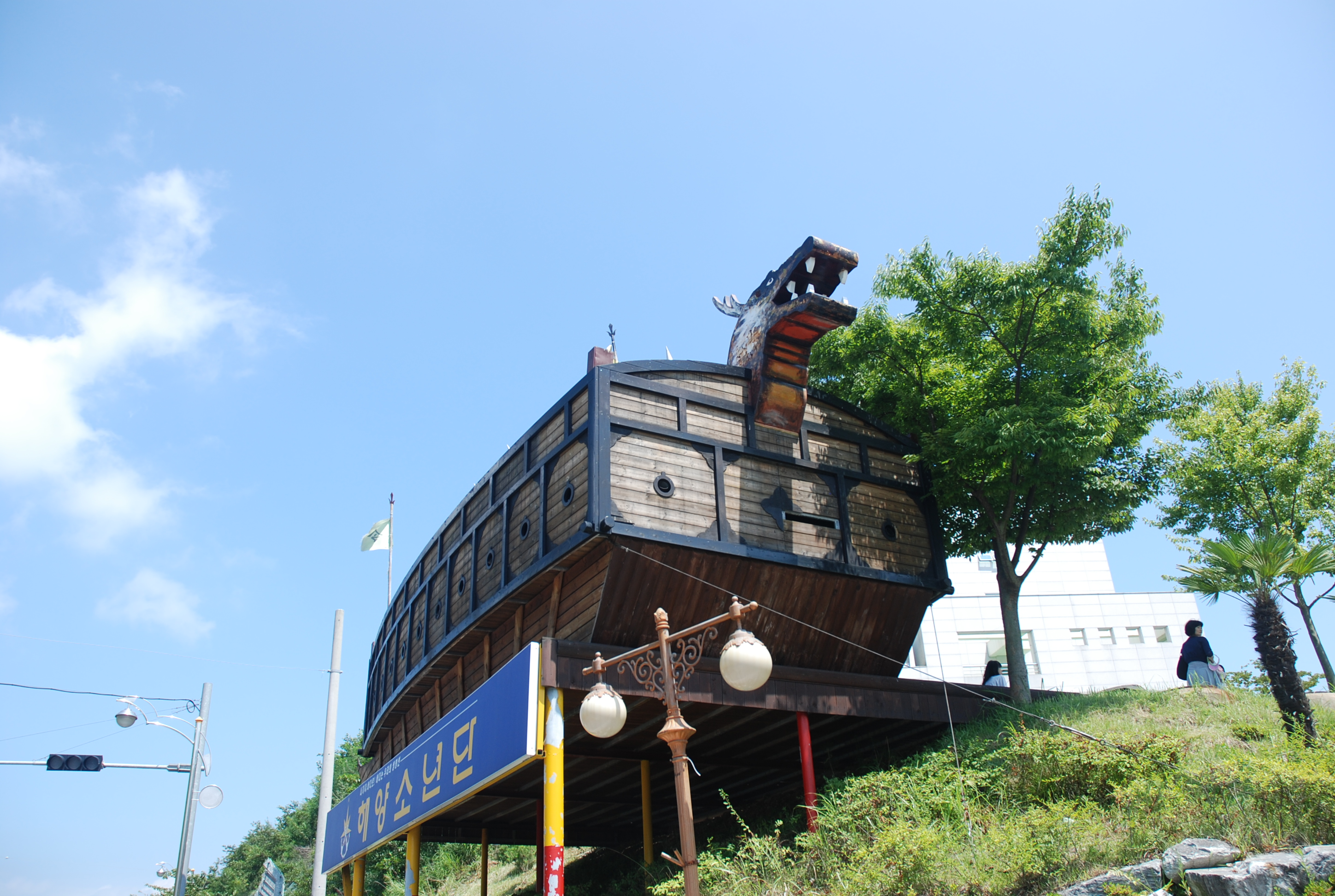
駅の前にある亀甲船のモニュメント

- 下部駅：切符売り場、ケーブルカー乗降場、レストラン、ショップ、駐車場、
- 上部駅：ケーブルカー乗降場、スナックバー、展望台、散歩用デッキ
- 駐車場：無料

## 交通
市外バスターミナルからドナムドン行きバス（100番台）を利用すれば、周辺での下車が可能であり、141番のバスを利用する場合、ケーブルカーの駐車場やケーブルカーの下部駅の停留所で下車が可能である。 

## 事故
2007年 6月25日下部の歴史内工事現場でケーブルのワイヤロープをかけて引く作業をしている間、ワイヤロープが突然切れ1人が死亡、4人が重軽傷を負った。 
2008年 4月19日の開通日に原因不明で運行が中断された。乗客150人が30分間搬器内に閉じ込められ、山頂停留所で乗車を待っていた観光客300人余りも取り残された。 
2008年5月4日 、コンピュータ制御システムの障害で30分間運行中断された。 
2008年5月9日に三回目の運転停止事故が起きると、営業運転を停止して高精度点検と設備補完を行い、6月17日再開通した。 
2008年7月6日午後3時の運行中に停止し、100人余りが2時間余り搬器内に閉じ込められた。 
以来、2016年までに事故は発生していない。毎月第2週、第4週の月曜日を「整備の日」を定め、各種機器を徹底的にチェックし、故障の可能性がある部品は、耐久年限が残っても交換する方向で、安全性と運営ノウハウを強化し、上半期下半期の整備を行う施設管理に力を入れている。 

## ギャラリー

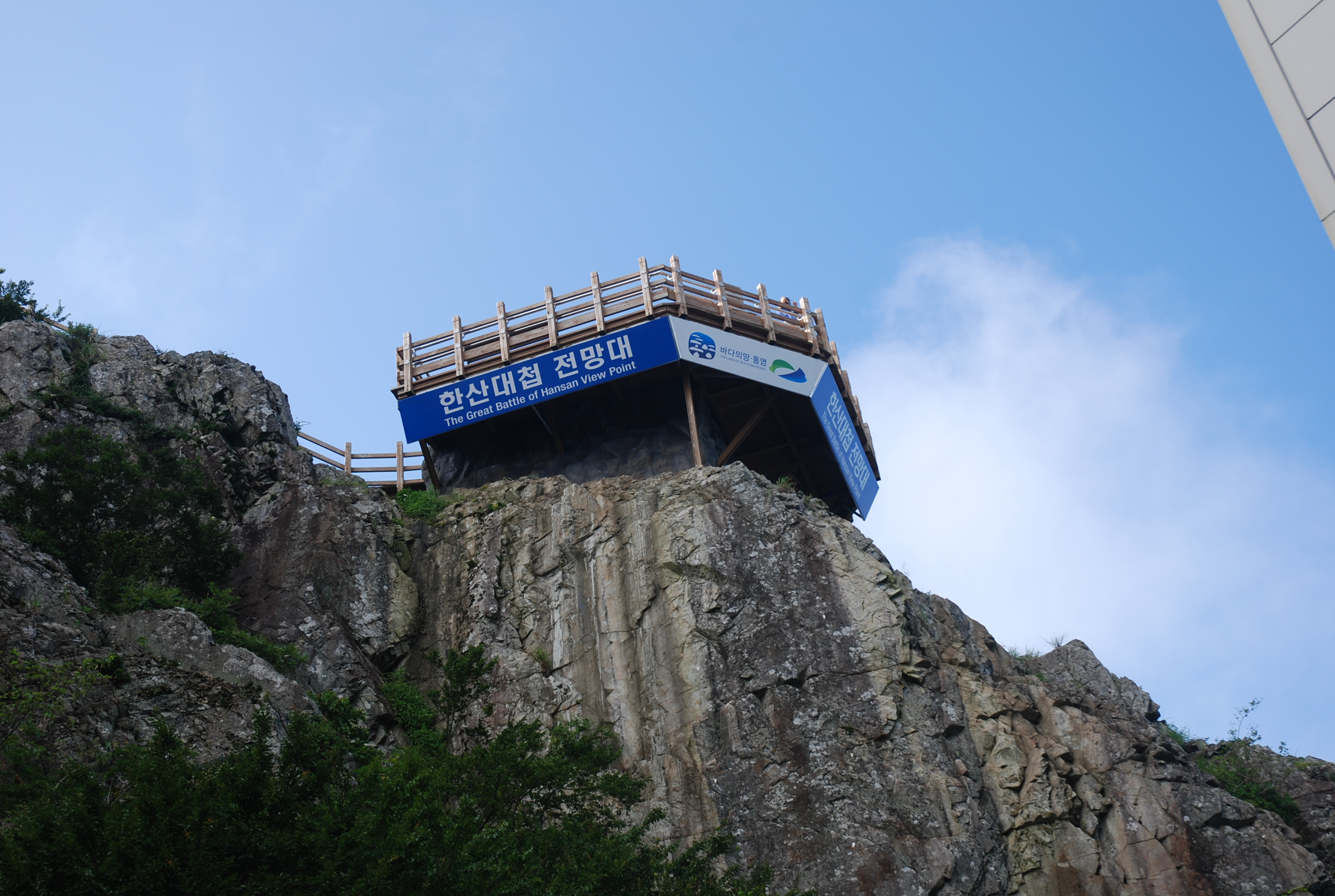
弥勒山閑山大捷展望台
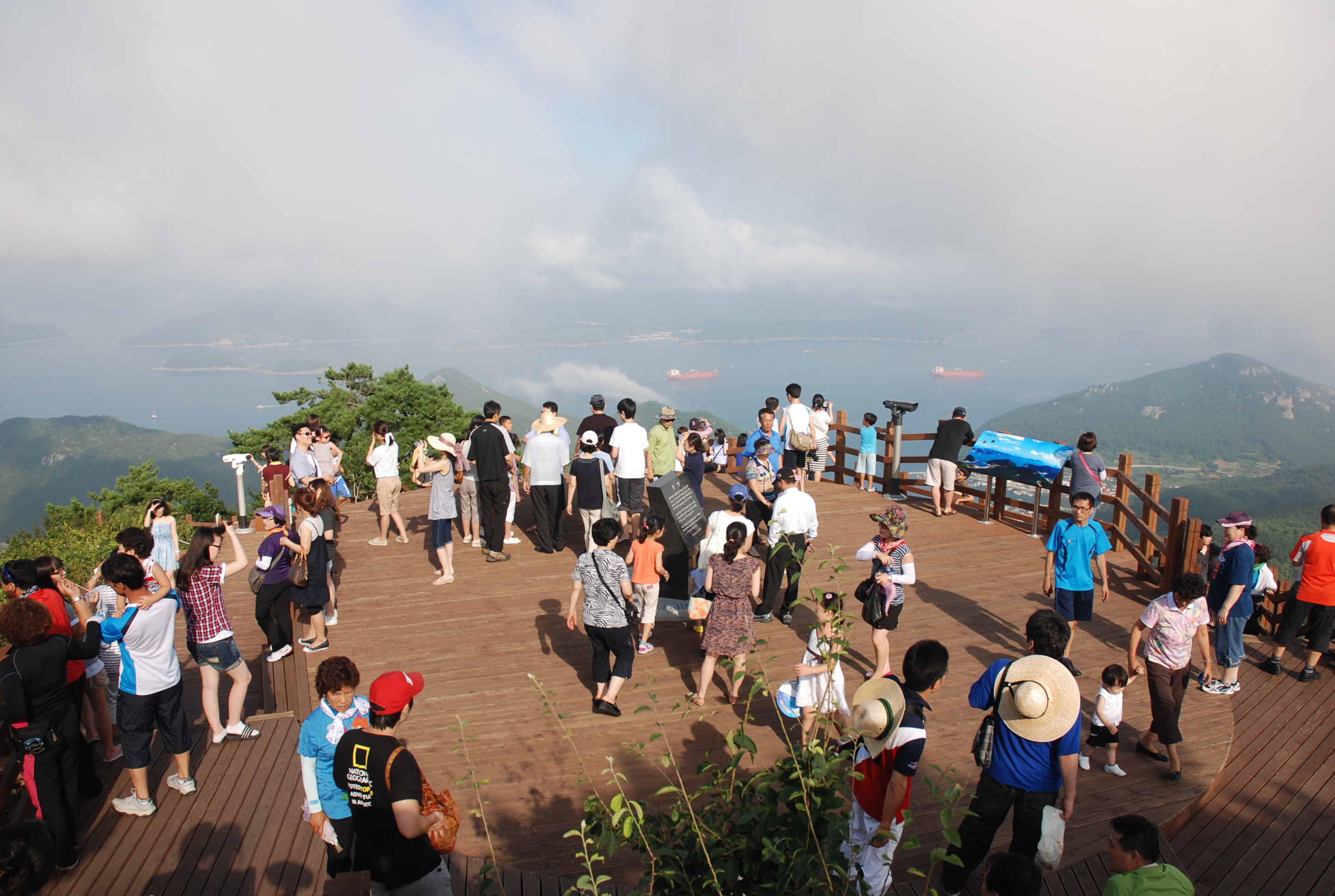
弥勒山神仙台展望台
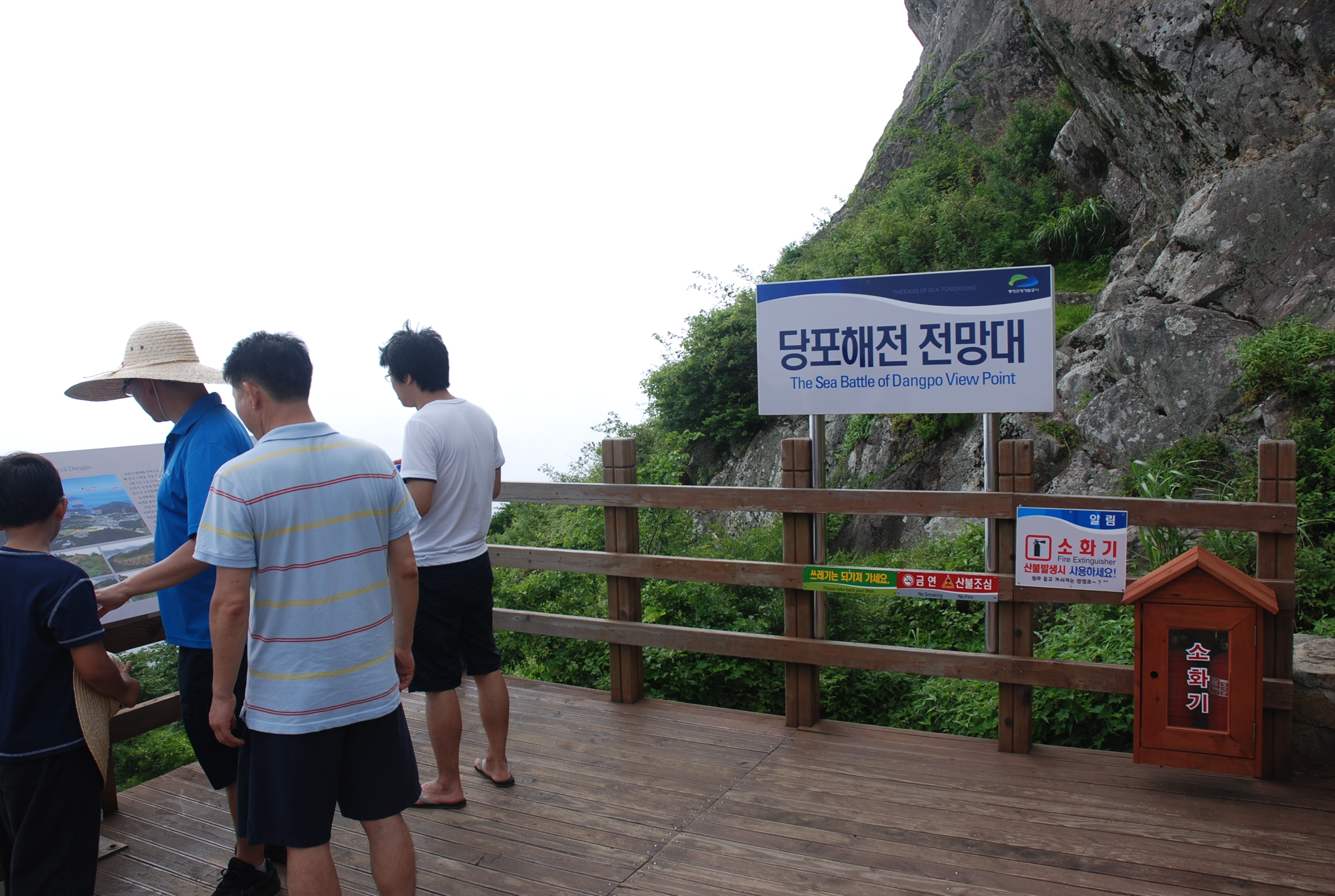
唐浦海戦展望台
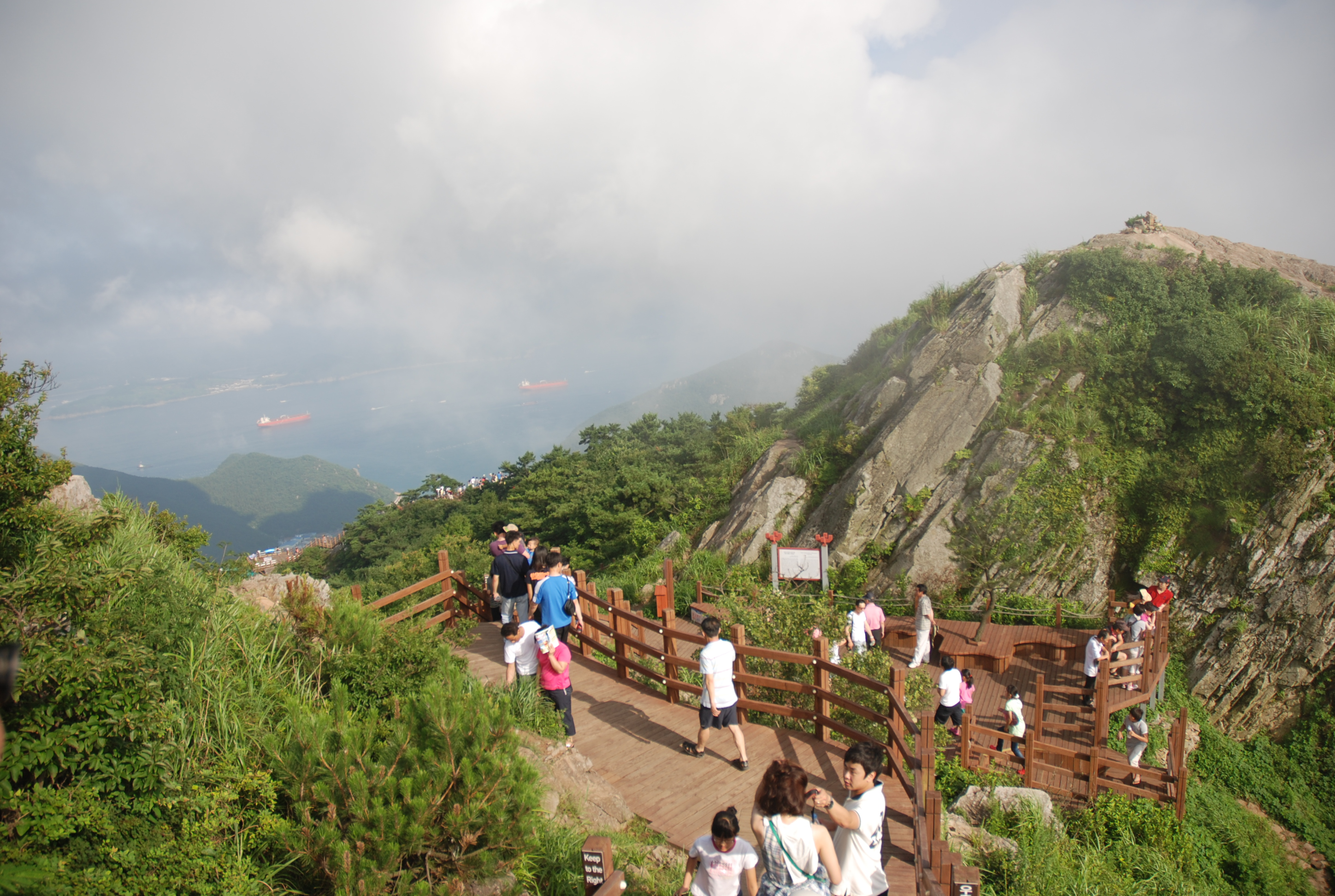
統営弥勒山登山
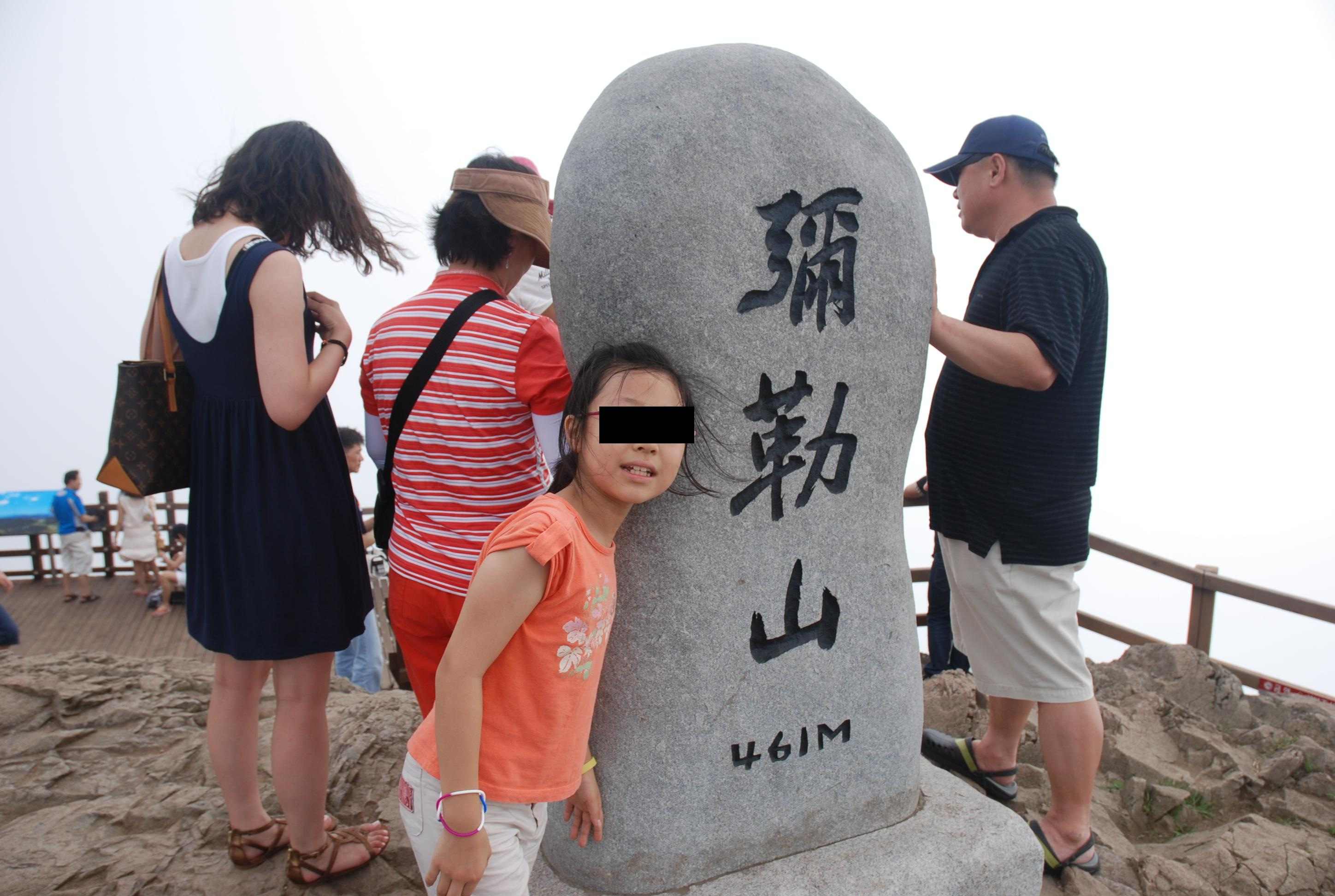
弥勒山頂上